# Фатима (Токантинс)

Фатима на карте штата.

Фатима (порт. Fátima) — муниципалитет в Бразилии, входит в штат Токантинс. Составная часть мезорегиона Западный Токантинс. Входит в экономико-статистический микрорегион Риу-Формозу. Население составляет  3 805 человек на 2010 год. Занимает площадь 382,908 км². Плотность населения — 9,94 чел./км².

## История
Город основан 14 мая 1982 года. 

## Демография
Согласно сведениям, собранным в ходе переписи 2010 г. Национальным институтом географии и статистики (IBGE), население муниципалитета составляет:
| Полное население                               | Полное население                               | Полное население                               | Полное население                               | 3 805 |
| ---------------------------------------------- | ---------------------------------------------- | ---------------------------------------------- | ---------------------------------------------- | ----- |
| в том числе:                                   | Городское население                            | 3 135                                          | Процент городского населения, %                | 82,39 |
|                                                | Сельское население                             | 670                                            | Процент сельского населения, %                 | 17,61 |
|                                                | Мужское население                              | 1 909                                          | Процент мужского населения, %                  | 50,17 |
|                                                | Женское население                              | 1 896                                          | Процент женского населения, %                  | 49,83 |
| Плотность населения, чел/км²                   | Плотность населения, чел/км²                   | Плотность населения, чел/км²                   | Плотность населения, чел/км²                   | 9,94  |
| Население муниципалитета в % к населению штата | Население муниципалитета в % к населению штата | Население муниципалитета в % к населению штата | Население муниципалитета в % к населению штата | 0,28  |

По данным оценки 2016 года население муниципалитета составляет 3 886 жителей.

## Статистика
- Валовой внутренний продукт на 2003 составляет 9.234.388,00 реалов (данные: Бразильский институт географии и статистики).
- Валовой внутренний продукт на душу населения на 2003 составляет 2.413,59 реалов (данные: Бразильский институт географии и статистики).
- Индекс развития человеческого потенциала на 2000 составляет 0,698 (данные: Программа развития ООН).

## Важнейшие населенные пункты
| № | Населённый пункт | Населённый пункт (порт.) | Категория | Население чел. (2010) | На карте                        |
| - | ---------------- | ------------------------ | --------- | --------------------- | ------------------------------- |
| 1 | Фатима           | Fátima                   | город     | 3 135                 | 10°45′31″ ю. ш. 48°54′14″ з. д. |